# Mariana Limbău
Mariana Limbău (* 25. August 1977 in Vadu Moldovei) ist eine ehemalige rumänische Kanutin.

## Karriere
Mariana Limbău startete bei den Olympischen Spielen 2000 in Sydney mit Raluca Ioniță im Zweier-Kajak. Als Zweite ihres Vorlaufs gelang ihnen die direkte Finalqualifikation, im Endlauf blieb ihnen einen Medaillengewinn als Viertplatzierte jedoch knapp verwehrt. Nach 1:59,264 Minuten überquerten sie eine halbe Sekunde nach den drittplatzierten Polinnen Aneta Pastuszka und Beata Sokołowska die Ziellinie. Limbău gehörte außerdem zum rumänischen Aufgebot im Vierer-Kajak, das außerdem aus Raluca Ioniță, Elena Radu und Sanda Toma bestand. Auf der 500-Meter-Strecke belegten sie sowohl im Vorlauf als auch im Finale den dritten Platz, womit ihnen der Gewinn der Bronzemedaille gelang. In 1:37,010 Minuten kamen sie 2,5 Sekunden hinter den siegreichen Ungarinnen und eine Sekunde hinter der deutschen Mannschaft ins Ziel, während die viertplatzierten Polinnen lediglich 0,06 Sekunden Rückstand auf die Rumäninnen hatten.
Ihre einzigen weiteren internationalen Medaillen gewann Limbău bei den Europameisterschaften 1997 in Plowdiw. Mit dem Vierer-Kajak wurde sie über 200 Meter und auch über 500 Meter jeweils Europameisterin, während sie sich im Zweier-Kajak über 200 Meter und über 1000 Meter die Bronzemedaillen sicherte. Auf der 500-Meter-Distanz gewann sie im Zweier-Kajak Silber.
Für ihre olympische Bronzemedaille erhielt sie 2000 das Ritterkreuz des Ordens Für Verdienst.